# Ilhas Biscoe
As Ilhas Biscoe é uma série de ilhas, das quais as principais são a Renaud, a Rabot, a Lavoisier (nomeada Serrano pelo Chile e Mitre pela Argentina) e Watkins, se espalhando paralelamente à costa oeste da Terra de Graham e se estendendo umas 80 milhas (130 km) (80 nmi/92 mi; 150 km?)  em uma direção NE-SW. Recebeu o nome de John Biscoe, comandante de uma expedição britânica que explorou as ilhas em 17 e 18 de fevereiro de 1832.